# Danh sách công chúa nhà Nguyễn
Công chúa (chữ Hán: 公主) là một tước hiệu dành cho nữ giới, thường được phong cho con gái Hoàng đế.
Tước hiệu này cũng được dùng để phong cho một số người phụ nữ có công trạng lớn với triều đình, hoặc một số vị nữ thần. Đối với hầu hết triều đại, tước hiệu công chúa phải được chính các Hoàng đế ra sắc chỉ gia phong, làm lễ ban huy hiệu hoặc đất phong chứ không phải một danh xưng tự có. Tuy nhiên ở hai triều nhà Thanh và nhà Nguyễn, rất phổ biến trường hợp gọi tước hiệu này kèm số thứ tự, dù phải sau khi làm lễ gia phong mới có huy hiệu chính thức.
Danh sách dưới đây là các công chúa đã được sắc phong của triều Nguyễn, Việt Nam.

## Công chúa là hoàng nữ

### Gia Long
| STT | Công chúa               | Năm sinh-mất | Tước hiệu           | Năm thụ phong |
| --- | ----------------------- | ------------ | ------------------- | ------------- |
| 1   | Nguyễn Phúc Ngọc Châu   | 1782-1847    | Thái Bình công chúa |               |
| 2   | Nguyễn Phúc Ngọc Quỳnh  | 1788-1849    | Bình Hưng công chúa |               |
| 3   | Nguyễn Phúc Ngọc Anh    | 1790-1850    | Bảo Lộc công chúa   |               |
| 4   | Nguyễn Phúc Ngọc Trân   | 1790-1819    | Phú Triêm công chúa |               |
| 5   | Nguyễn Phúc Ngọc Xuyến  | 1792-1851    | Bảo Thuận công chúa |               |
| 6   | Nguyễn Phúc Ngọc Ngoạn  | 1794-1827    | Đức Hòa công chúa   |               |
| 7   | Nguyễn Phúc Ngọc Nga    | 1796-1856    | An Thái công chúa   |               |
| 8   | Nguyễn Phúc Ngọc Cửu    | 1802-1846    | An Lễ công chúa     |               |
| 9   | Nguyễn Phúc Ngọc Nguyệt | 1803-1846    | Nghĩa Hòa công chúa |               |
| 10  | Nguyễn Phúc Ngọc Ngôn   | 1804-1856    | An Nghĩa công chúa  |               |
| 11  | Nguyễn Phúc Ngọc Vân    | 1805-1869    | An Điềm công chúa   |               |
| 12  | Nguyễn Phúc Ngọc Khuê   | 1807-1827    | Mỹ Khê công chúa    |               |
| 13  | Nguyễn Phúc Ngọc Cơ     | 1808-1856    | Định Hòa công chúa  |               |
| 14  | Nguyễn Phúc Ngọc Thiều  | không rõ     |                     |               |
| 15  | Nguyễn Phúc Ngọc Lý     | 1809-1819    |                     |               |
| 16  | Nguyễn Phúc Ngọc Thành  | 1812-1830    |                     |               |
| 17  | Nguyễn Phúc Ngọc Bích   | 1812-1819    |                     |               |
| 18  | Nguyễn Phúc Ngọc Trình  | 1817-1823    |                     |               |

### Minh Mạng
| STT | Công chúa                | Năm sinh-mất | Tước hiệu              | Năm thụ phong |
| --- | ------------------------ | ------------ | ---------------------- | ------------- |
| 1   | Nguyễn Phúc Ngọc Tông    | 1812-1824    |                        |               |
| 2   | Nguyễn Phúc Khuê Gia     | 1813-1865    | An Phú công chúa       | 1854          |
| 3   | Nguyễn Phúc Uyển Diễm    | 1815-1836    | Lộc Thành công chúa    |               |
| 4   | Nguyễn Phúc Lương Đức    | 1817-1891    | An Thường công chúa    | 1848          |
| 5   | Nguyễn Phúc Quang Tĩnh   | 1817-1844    | Hương La công chúa     |               |
| 6   | Nguyễn Phúc Hòa Thục     | 1818-1893    | An Vĩnh công chúa      | 1854          |
| 7   | Nguyễn Phúc Trinh Đức    | 1818-1863    | An Trang công chúa     | 1854          |
| 8   | Nguyễn Phúc Nhu Thuận    | 1819-1840    | Phong Hòa công chúa    |               |
| 9   | Nguyễn Phúc Nhu Thục     | 1819-1886    | An Cát công chúa       | 1854          |
| 10  | Nguyễn Phúc Đoan Thuận   | 1820-1854    | Định Mỹ công chúa      |               |
| 11  | Nguyễn Phúc Đoan Trinh   | 1821-1899    | Phú Mỹ công chúa       | 1870          |
| 12  | Nguyễn Phúc Vĩnh Gia     | 1821-1850    | Phương Duy công chúa   |               |
| 13  | Nguyễn Phúc Đoan Thận    | 1822-1866    | Tân Hòa công chúa      |               |
| 14  | Nguyễn Phúc Nhàn Thận    | 1822-1849    | Quỳnh Lâm công chúa    |               |
| 15  | Nguyễn Phúc Gia Trinh    | 1823-1885    | Mậu Hòa công chúa      | 1869          |
| 16  | Nguyễn Phúc Gia Tiết     | 1823-1841    | Mỹ Ninh công chúa      |               |
| 17  | Nguyễn Phúc Vĩnh Thụy    | 1824-1863    | Phú Phong công chúa    |               |
| 18  | Nguyễn Phúc Vĩnh Trinh   | 1824-1892    | Quy Đức công chúa      | 1876          |
| 19  | Nguyễn Phúc Thục Thận    | 1824-1907    | Cảm Đức công chúa      |               |
| 20  | Nguyễn Phúc Thục Tĩnh    | 1825-1856    | Xuân An công chúa      |               |
| 21  | Nguyễn Phúc Trang Tĩnh   | 1825-1847    | Hòa Mỹ công chúa       |               |
| 22  | Nguyễn Phúc Trang Nhàn   | 1825-1892    | Triêm Đức công chúa    | 1869          |
| 23  | Nguyễn Phúc Gia Thụy     | 1825-1860    | Bình Xuân công chúa    |               |
| 24  | Nguyễn Phúc Trinh Thận   | 1826-1904    | Lại Đức công chúa      | 1869          |
| 25  | Nguyễn Phúc Trinh Nhàn   | 1827-1902    | Nghĩa Điền công chúa   | 1869          |
| 26  | Nguyễn Phúc Tường Hòa    | 1827-1847    | Nghĩa Hà công chúa     |               |
| 27  | Nguyễn Phúc Tường Tĩnh   | 1828-1875    | Xuân Vinh công chúa    | 1869          |
| 28  | Nguyễn Phúc Nhàn Thục    | 1828-1864    | Gia Nhạc công chúa     |               |
| 29  | Nguyễn Phúc Nhàn Trinh   | 1829-1839    |                        |               |
| 30  | Nguyễn Phúc Thụy Thận    | 1829-1907    | Bình Thạnh công chúa   |               |
| 31  | Nguyễn Phúc Thụy Thục    | 1829-1835    |                        |               |
| 32  | Nguyễn Phúc Tĩnh Hòa     | 1830-1882    | Thuận Lễ công chúa     | 1869          |
| 33  | Nguyễn Phúc Lương Trinh  | 1830-1891    | Bái Ân công chúa       | 1869          |
| 34  | Nguyễn Phúc Gia Trang    | 1831-1847    |                        |               |
| 35  | Nguyễn Phúc Gia Tĩnh     | 1831-1860    | Kim Hương công chúa    |               |
| 36  | Nguyễn Phúc Thục Tuệ     | 1832-1854    | Vĩnh Chân công chúa    |               |
| 37  | Nguyễn Phúc Nhàn Tĩnh    | 1832-1863    | Thuận Hòa công chúa    |               |
| 38  | Nguyễn Phúc Nhàn An      | 1832-1854    | Phương Hương công chúa |               |
| 39  | Nguyễn Phúc Tĩnh An      | 1833-1857    | Nghĩa Đường công chúa  |               |
| 40  | Nguyễn Phúc Thục Tư      | 1833-1879    | Xuân Hòa công chúa     | 1869          |
| 41  | Nguyễn Phúc Nhu Nghi     | 1833-1907    | Xuân Lai công chúa     | 1869          |
| 42  | Nguyễn Phúc Phương Trinh | 1834-1886    | Phú Hậu công chúa      | 1869          |
| 43  | Nguyễn Phúc Hòa Thận     | 1834-1860    | Định Thành công chúa   |               |
| 44  | Nguyễn Phúc Hòa Nhàn     | 1835-1912    | Mỹ Duệ công chúa       |               |
| 45  | Nguyễn Phúc Hòa Tường    | 1835-?       | Hương Khê công chúa    |               |
| 46  | Nguyễn Phúc Nhàn Tuệ     | 1835-1863    | Mỹ Thuận công chúa     |               |
| 47  | Nguyễn Phúc An Nhàn      | 1836-1854    | Xuân Vân công chúa     |               |
| 48  | Nguyễn Phúc Nhu Hòa      | 1836-1929    | Đa Lộc công chúa       | 1869          |
| 49  | Nguyễn Phúc Hòa Trinh    | 1836-1869    | Lâm Thạnh công chúa    |               |
| 50  | Nguyễn Phúc Lương Nhàn   | 1838-1872    | Thông Lãng công chúa   | 1869          |
| 51  | Nguyễn Phúc Trinh Hòa    | 1838-1839    |                        |               |
| 52  | Nguyễn Phúc Lương Tĩnh   | 1838-1840    |                        |               |
| 53  | Nguyễn Phúc Trinh Tĩnh   | 1839-1909    | Bái Trạch công chúa    |               |
| 54  | Nguyễn Phúc Nhu Tĩnh     | 1839-1845    |                        |               |
| 55  | Nguyễn Phúc Tĩnh Trang   | 1840-1847    |                        |               |
| 56  | Nguyễn Phúc Trinh Nhu    | 1840-1902    | Mỹ Trạch công chúa     |               |
| 57  | Nguyễn Phúc Trinh Thụy   | 1841-1845    |                        |               |
| 58  | Nguyễn Phúc Trang Tường  | 1841-1864    | Bình Long công chúa    |               |
| 59  | Nguyễn Phúc Phúc Tường   | 1841-1865    | Nghi Xuân công chúa    |               |

### Thiệu Trị
| STT | Công chúa                 | Năm sinh-mất | Tước hiệu                                         | Năm thụ phong |
| --- | ------------------------- | ------------ | ------------------------------------------------- | ------------- |
| 1   | Nguyễn Phúc Tĩnh Hảo      | 1824-1847    | Diên Phúc công chúa                               | 1846          |
| 2   | Nguyễn Phúc Nhàn Yên      | ?-?          | An Thạnh công chúa                                |               |
| 3   | Nguyễn Phúc Uyên Ý        | 1826-1829    |                                                   |               |
| 4   | Nguyễn Phúc Huy Nhu       | 1826-1885    | An Mỹ công chúa                                   | 1850          |
| 5   | Nguyễn Phúc Thúy Diêu     | 1830-1833    |                                                   |               |
| 6   | Nguyễn Phúc Phương Nghiên | 1830-1832    |                                                   |               |
| 7   | Nguyễn Phúc Ái Chân       | 1830-1834    |                                                   |               |
| 8   | Nguyễn Phúc Nhã Viện      | 1832-1875    | Hoài Chính công chúa                              | 1869          |
| 9   | Nguyễn Phúc Thanh Đề      | 1833-1869    | Thuận Chính công chúa                             | 1869          |
| 10  | Nguyễn Phúc Thục Nghiên   | 1833-1836    |                                                   |               |
| 11  | Nguyễn Phúc Sính Đình     | 1834-1836    |                                                   |               |
| 12  | Nguyễn Phúc Ủy Thanh      | 1835-1837    |                                                   |               |
| 13  | Nguyễn Phúc Lệ Nhàn       | 1836-1882    | Quy Chính công chúa                               | 1867          |
| 14  | Nguyễn Phúc Trang Ly      | 1837-1838    |                                                   |               |
| 15  | Nguyễn Phúc Đoan Cẩn      | 1838-1913    | Mậu Lâm công chúa                                 |               |
| 16  | Nguyễn Phúc Đôn Trinh     | 1838-1890    | Phú Lệ công chúa                                  | 1869          |
| 17  | Nguyễn Phúc Liêu Diệu     | 1838         |                                                   |               |
| 18  | Nguyễn Phúc Uyển Như      | 1839-1852    |                                                   |               |
| 19  | Nguyễn Phúc Thanh Cát     | 1839-1879    | Quảng Thi công chúa                               | 1869          |
| 20  | Nguyễn Phúc Nhàn Nhã      | 1839-1840    |                                                   |               |
| 21  | Nguyễn Phúc Thận Huy      | 1840-1857    | An Phục công chúa                                 |               |
| 22  | Nguyễn Phúc Ý Phương      | 1840-1915    | Đồng Phú công chúa                                |               |
| 23  | Nguyễn Phúc Trinh Huy     | 1841-1858    | Xuân Lâm công chúa                                |               |
| 24  | Nguyễn Phúc Lương Huy     | 1841-?       | Tự Tân công chúa                                  |               |
| 25  | Nguyễn Phúc Đoan Lương    | 1842-1894    | Tuy Lộc công chúa                                 | 1869          |
| 26  | Nguyễn Phúc Trang Nhã     | 1842-1843    |                                                   |               |
| 27  | Nguyễn Phúc Thục Trang    | 1843-1847    |                                                   |               |
| 28  | Nguyễn Phúc Phương Thanh  | 1843-1850    |                                                   |               |
| 29  | Nguyễn Phúc Nhàn Đức      | ?-?          | Lạc Thành công chúa                               |               |
| 30  | Nguyễn Phúc Minh Tư       | 1845         |                                                   |               |
| 31  | Nguyễn Phúc Điềm Uyên     | 1846-1850    |                                                   |               |
| 32  | Nguyễn Phúc Phúc Huy      | 1846-1870    | Thuận Mỹ công chúa                                | 1869          |
| 33  | Nguyễn Phúc Gia Phúc      | 1847-1888    | Đồng Xuân Công chúa-Phục Lễ công chúa (cải phong) | 1869-1887     |

### Tự Đức
Không con.

### Dục Đức
| STT | Công chúa            | Năm sinh-mất | Tước hiệu           | Năm thụ phong |
| --- | -------------------- | ------------ | ------------------- | ------------- |
| 1   | Nguyễn Phúc Tốn Tùy  | 1872-1917    | Mỹ Lương công chúa  |               |
| 2   | Nguyễn Phúc Nhàn Gia | ?-1925       | Phúc Lâm công chúa  |               |
| 3   | Nguyễn Phúc Như Tâm  |              |                     |               |
| 4   | Nguyễn Phúc Thị Nghi |              |                     |               |
| 5   | Nguyễn Phúc Học Giá  |              |                     |               |
| 6   | Nguyễn Phúc Mẫn Sự   |              |                     |               |
| 7   | Nguyễn Phúc Thông Lư |              |                     |               |
| 8   | Nguyễn Phúc Chu Hoàn | 1883-?       | Tân Phong công chúa |               |

### Hiệp Hòa
| STT | Công chúa            | Năm sinh-mất | Tước hiệu | Năm thụ phong |
| --- | -------------------- | ------------ | --------- | ------------- |
| 1   | Nguyễn Phúc Ngọc Phả |              |           |               |

### Kiến Phúc
Không con.

### Hàm Nghi
| STT | Công chúa           | Năm sinh-mất | Tước hiệu | Năm thụ phong |
| --- | ------------------- | ------------ | --------- | ------------- |
| 1   | Nguyễn Phúc Như Mai | 1905-1999    |           |               |
| 2   | Nguyễn Phúc Như Lý  | 1908-2005    |           |               |

### Đồng Khánh
| STT | Công chúa           | Năm sinh-mất | Tước hiệu          | Năm thụ phong |
| --- | ------------------- | ------------ | ------------------ | ------------- |
| 1   | Nguyễn Phúc Hỷ Hỷ   | ?-1918       | Ngọc Sơn công chúa |               |
| 2   | Nguyễn Phúc Hân Hân | ?-1942       | Ngọc Lâm công chúa |               |

### Thành Thái
| STT | Công chúa                | Năm sinh-mất | Tước hiệu | Năm thụ phong |
| --- | ------------------------ | ------------ | --------- | ------------- |
| 1   | Nguyễn Phúc Lương Trinh  |              |           |               |
| 2   | Nguyễn Phúc Lương Kiều   |              |           |               |
| 3   | Nguyễn Phúc Lương Yên    |              |           |               |
| 4   | Nguyễn Phúc Lương Xuân   |              |           |               |
| 5   | Nguyễn Phúc Lương Huyên  | 1899-1977    |           |               |
| 6   | Nguyễn Phúc Lương Viện   |              |           |               |
| 7   | Nguyễn Phúc Lương Diệu   |              |           |               |
| 8   | Nguyễn Phúc Lương Khanh  |              |           |               |
| 9   | Nguyễn Phúc Lương Ngoạn  |              |           |               |
| 10  | Nguyễn Phúc Lương Diên   |              |           |               |
| 11  | Nguyễn Phúc Lương Nghiên |              |           |               |
| 12  | Nguyễn Phúc Lương Huyền  |              |           |               |
| 13  | Nguyễn Phúc Lương Nghiêu |              |           |               |
| 14  | Nguyễn Phúc Lương Hân    |              |           |               |
| 15  | Nguyễn Phúc Lương Tường  |              |           |               |
| 16  | Nguyễn Phúc Lương Chuyên |              |           |               |
| 17  | Nguyễn Phúc Lương Nhân   |              |           |               |
| 18  | Nguyễn Phúc Lương Tĩnh   |              |           |               |
| 19  | Nguyễn Phúc Lương Linh   |              |           |               |
| 20  | Nguyễn Phúc Lương Mỹ     |              |           |               |
| 21  | Nguyễn Phúc Lương Cát    |              |           |               |
| 22  | Nguyễn Phúc Lương Hảo    |              |           |               |
| 23  | Nguyễn Phúc Lương Hy     |              |           |               |
| 24  | Nguyễn Phúc Lương Thâm   |              |           |               |
| 25  | Nguyễn Phúc Lương Hoàn   |              |           |               |
| 26  | Nguyễn Phúc Lương Cầm    |              |           |               |

### Duy Tân
Duy Tân chỉ có năm người con gái ngoài giá thú sau khi bị lưu đày.

### Khải Định
Không con.

### Bảo Đại
| STT | Công chúa               | Năm sinh-mất    | Tước hiệu | Năm thụ phong |
| --- | ----------------------- | --------------- | --------- | ------------- |
| 1   | Nguyễn Phúc Phương Mai  | 1937-16/01/2021 |           |               |
| 2   | Nguyễn Phúc Phương Liên | 1938-           |           |               |
| 3   | Nguyễn Phúc Phương Dung | 1942-           |           |               |

## Công chúa không phải là hoàng nữ
| STT | Công chúa | Năm sinh-mất | Tước hiệu | Năm thụ phong |
| --- | --------- | ------------ | --------- | ------------- |
|     |           |              |           |               |
|     |           |              |           |               |
|     |           |              |           |               |